# Yến đen
Yến đen, tên khoa học Cypseloides niger, là một loài chim trong họ Apodidae.